# 奥斯卡·阿里巴斯
奥斯卡·阿里巴斯（英語：Óscar Arribas Pasero，1998年10月22日—）是西班牙足球运动员，司职边锋。目前效力马来西亚超级足球联赛俱乐部柔佛DT。

## 荣誉

### 俱乐部
柔佛DT
- 马来西亚慈善盾：2023